# گمینا پلاتروو
گمینا پلاتروو (به لهستانی:  Gmina Platerów) یک گمینا در لهستان است که در شهرستان ووشتسه واقع شده‌است. گمینا پلاتروو ۱۲۸٫۹۷ کیلومتر مربع مساحت و ۵٬۰۳۵ نفر جمعیت دارد.